# Ítaca
Ítaca (em grego moderno, Ιθάκη) é uma das numerosas ilhas gregas, situada no mar Jônico. Está localizada na prefeitura de Cefalônia, periferia das Ilhas Jônicas.
A ilha tem uma área de 96 km² e uma população de cerca de 3600 habitantes. A sua capital é a localidade de Vathí (Βαθύ). Outros núcleos populacionais são: Stavros, Anogi, Exogi e Perachori.
A ilha possui várias baías, e é tão fechada que faz lembrar um lago. No meio da ilha, a baía de Moulou (Kolpos Moulou) entra tanto na terra que deixa apenas uma estreita franja com 500 metros, o suficiente para que a ilha não se separe em duas.

## Relevo
A ilha é relativamente montanhosa e possui uma vegetação abundante.
Ao norte, domina o Monte Nirítos, de 806 metros de altitude. Ao sul, domina o Monte Merovígli, de 669 metros de altitude.

## Economia
As principais atividades económicas são a criação de gado e o cultivo da oliveira e da vinha. O turismo tem potencialidades, mas está relativamente pouco desenvolvido, existindo mesmo cinco unidades hoteleiras (quatro hotéis e uma de apartamentos)

## História
Segundo a Odisseia de Homero, Ítaca foi a ilha natal de Odisseu. Além disso, foram nela encontradas ossadas que datam do terceiro milénio a.C. Segundo Homero, o reinado de Ulisses decorreu no século XII a.C., quando os gregos foram a Troia. A guerra durou 10 anos, mas Odisseu levou outros dez para regressar à sua ilha natal, após inúmeras aventuras pelo mar Mediterrâneo.
Segundo a Odisseia, Odisseu (Ulisses) foi o rei de Ítaca. Ilha para a qual ele voltou depois de ter navegado pelo Egeu e pelo Mediterrâneo na volta da Guerra de Troia. Foi em Ítaca que sua esposa Penélope o esperou, apesar dos inúmeros pretendentes, como Antínoos, que saqueavam seu palácio e a desrespeitavam forçando-a a escolher um deles como marido. 
Astrónomos estimaram que a data de retorno de Ulisses ocorreu por volta de 1178 a. C., ainda que esta data baseie-se em postulados incertos, como a inclinação do eixo da Terra na época. O estudo dos diferentes estilos presentes na Odisseia parece mostrar que se trata inicialmente de um percurso simbólico transformado por Homero em uma narrativa geográfica de viagem. 
Com exceção de Troia e Sicília, a maioria dos lugares citados na Odisseia são de difícil localização e mesmo a localização de Ítaca continua incerta, pois alguns autores pensam que se trata da atual Cefalônia, e que a Ítaca atual poderia ser a Feácia homérica (normalmente identificada com a atual Corfu). 
Durante séculos a ilha foi sucessivamente dominada por Micenas, Cefalônia, Corinto, Roma, Império Bizantino, Império Otomano, República de Veneza, França e Grã-Bretanha, até finalmente ser anexada pela Grécia independente em 1864.
Ítaca também esteve brevemente sob ocupação das tropas do Eixo durante a Segunda Guerra Mundial.
Um forte terremoto ocorrido em 1953 destruiu a maior parte das construções da ilha.

## Soberanosmíticos
Esta é uma lista de soberanos da ilha segundo a Odisseia:
- Ulisses / Odisseu
- Telêmaco
- Laerte

## Comunidades
A ilha de Ítaca acha-se dividida nas seguintes comunidades:
- Aetos
- Agios Ioannis
- Anogi
- Exogi
- Frikes
- Kioni
- Lefki
- Perachori
- Platithria
- Stavro
- Vathí